# الكدف (العدين)

تعديل مصدري - تعديل

الكدف محلة تابعة لقرية القبقاب، التابعة لعزلة قصل بمديرية العدين إحدى مديريات محافظة إب في الجمهورية اليمنية.، بلغ تعداد سكانها 83 حسب تعداد اليمن لعام 2004.